# Mike Ruddock
Michael Ruddock, detto Mike (Blaina, 5 settembre 1959), è un ex rugbista a 15 e allenatore di rugby britannico, internazionale a livello minore per il Galles, Ct dei Dragoni tra il 2004 e il 2006 e tecnico della selezione Under-20 dell'Irlanda dal 2010 al 2014.

## Carriera da giocatore
Ruddock ha giocato da terza linea per il Blaina, il Tredegar e lo Swansea, facendo 119 presenza e 43 mete per quest'ultimo.
Ha inoltre giocato per il Galles under 16 e per il Galles B, ma la sua carriera è stata interrotta prematuramente a causa di un incidente sul lavora nel 1985.

## Carriera da allenatore
Ha cominciato ad allenare al Blaina, successivamente è stato al Cross Keys e in seguito agli irlandesi del Bective Rangers. Passato poi allo Swansea ha fatto registrare una vittoria 21-6 contro l'Australia in tour nel 1992 e ha vinto due titoli gallesi (1992, 1994) e la Welsh Cup nel 1995. Nel 1997 è tornato i Irlanda al Leinster.
Tornato nuovamente in Galles nel 2000, dopo un periodo alla guida dell'Irlanda A, è stato coach dell'Ebbw Vale e poi dei Newport G.D. con buoni successi.
La prima esperienza alla guida della nazionale è del 2003 in una partita in preparazione all'imminente Coppa del Mondo. In quell'occasione prese il posto Steve Hansen contro la Romania, che batté 54-8, prima vittoria della nazionale da 11 match.
Nel 2004 Steve Hansen si dimise da allenatore del Galles dopo il ritorno dalla Nuova Zelanda e Ruddock fu scelto per prendere il suo posto. Durante la sua prima stagione, il Galles ha centrato il primo Grande Slam nel Sei Nazioni dal 1978.
Il 14 febbraio 2006 è stato dato l'annuncio delle dimissioni di Ruddock da coach del Galles, decisione dovuta ufficialmente a problemi famigliari. Ci sono comunque voci che attribuiscono questa decisione ai rapporti incrinatesi tra Ruddock e i giocatori dopo che si rifiutò di sostenere un silenzio stampa suggerito dal capitano Gareth Thomas.
Dopo un breve allontanamento dal mondo del rugby, Ruddock è tornato presto alla guida del Mumbles RFC, nelle serie inferiori gallesi, ed è stato coach degli avanti per i Barbarians.
Il 1º maggio 2007 si è avuto il suo ritorno nel rugby di primo piano. In questa data è stato infatti nominato Director of Rugby dei Worcester Warriors al posto di John Brain.
Per i suoi vari successi è stato fatto Ufficiale dell'Impero Britannico nel 2006.